# مونيكا هانسن
مونيكا هانسن (بالألمانية: Monika Hansen) (و. 1942  م) هي ممثلة ألمانية. اشتهرت بعدة أفلام، أبرزها «انتشار الأيائل» (بالألمانية: Es ist ein Elch entsprungen)، وهو من الأفلام العائلية الخيالية الكوميدية. كما اشتهر لها فيلم «خلف كييفيك» (بالألمانية: Hinter Kaifeck). وهو فيلم مستوحى من الجرائم المروعة والغامضة التي ارتكبت ضد عائلة غروبر في ألمانيا عام 1922.

## وصلات خارجية
- مونيكا هانسن على موقع IMDb (الإنجليزية)
- مونيكا هانسن على موقع ألو سيني (الفرنسية)
- مونيكا هانسن على موقع ميوزك برينز (الإنجليزية)
- مونيكا هانسن على موقع أول موفي (الإنجليزية)
- مونيكا هانسن على موقع قاعدة بيانات الأفلام السويدية (السويدية)
- مونيكا هانسن على موقع قاعدة بيانات الفيلم (الإنجليزية)
- مونيكا هانسن على موقع كينوبويسك (الروسية)